# Communauté de communes du Bassin de la Bourbeuse
La communauté de communes du Bassin de la Bourbeuse est créé le 29 décembre 1999, elle fusionne dans la Communauté de communes du Tilleul et de la Bourbeuse le 1er janvier 2014.

## Composition
Cet EPCI regroupe 26 communes :
| Nom                      | Code Insee | Gentilé           | Superficie (km2) | Population (dernière pop. légale) | Densité (hab./km2) |
| ------------------------ | ---------- | ----------------- | ---------------- | --------------------------------- | ------------------ |
| Montreux-Château (siège) | 90071      | Montreusiens      | 4,66             | 1 142 (2014)                      | 245                |
| Angeot                   | 90002      | Angelois          | 6,56             | 329 (2014)                        | 50                 |
| Autrechêne               | 90082      | Autrechênois      | 2,96             | 285 (2014)                        | 96                 |
| Bessoncourt              | 90012      | Bessoncourtois    | 7,80             | 1 140 (2014)                      | 146                |
| Bethonvilliers           | 90013      | Bévillois         | 1,90             | 252 (2014)                        | 133                |
| Boron                    | 90014      | Boronais          | 6,05             | 454 (2014)                        | 75                 |
| Brebotte                 | 90018      | Brebottais        | 3,78             | 354 (2014)                        | 94                 |
| Bretagne                 | 90019      |                   | 4,67             | 266 (2014)                        | 57                 |
| Cunelières               | 90031      |                   | 2,02             | 328 (2014)                        | 162                |
| Eguenigue                | 90036      | Eguenignons       | 2,49             | 283 (2014)                        | 114                |
| Fontaine                 | 90047      | Fontainiens       | 6,96             | 615 (2014)                        | 88                 |
| Fontenelle               | 90048      | Fontenellois      | 1,75             | 148 (2014)                        | 85                 |
| Foussemagne              | 90049      | Foussemagniens    | 5,10             | 914 (2014)                        | 179                |
| Frais                    | 90050      | Fraisiers         | 2,81             | 217 (2014)                        | 77                 |
| Froidefontaine           | 90051      | Froidefontainiens | 4,55             | 449 (2014)                        | 99                 |
| Grosne                   | 90055      | Grosnois          | 3,65             | 332 (2014)                        | 91                 |
| Lacollonge               | 90059      | Lacollongeois     | 1,92             | 245 (2014)                        | 128                |
| Lagrange                 | 90060      | Lagrangeois       | 0,93             | 122 (2014)                        | 131                |
| Larivière                | 90062      | Lariviérous       | 4,84             | 324 (2014)                        | 67                 |
| Novillard                | 90074      | Novelais          | 3,79             | 294 (2014)                        | 78                 |
| Petit-Croix              | 90077      | Petitcruciens     | 3,79             | 297 (2014)                        | 78                 |
| Phaffans                 | 90080      | Phaffanais        | 3,24             | 419 (2014)                        | 129                |
| Recouvrance              | 90083      |                   | 1,50             | 95 (2014)                         | 63                 |
| Reppe                    | 90084      | Reppois           | 3,88             | 325 (2014)                        | 84                 |
| Vauthiermont             | 90100      |                   | 4,74             | 235 (2014)                        | 50                 |
| Vellescot                | 90101      | Vellescotins      | 3,55             | 267 (2014)                        | 75                 |

## Compétences
- Eau (Traitement, Adduction, Distribution)
- Assainissement collectif et non collectif
- Collecte et traitement des déchets des ménages et déchets assimilés
- Création, aménagement, entretien et gestion de zone d'activités industrielle, commerciale, tertiaire, artisanale ou touristique
- Action de développement économique (Soutien des activités industrielles, commerciales ou de l'emploi, Soutien des activités agricoles et forestières...)
- Tourisme
- Activités culturelles ou socioculturelles
- Schéma de cohérence territoriale (SCOT)
- Plans locaux d'urbanisme
- Constitution de réserves foncières
- Création, aménagement, entretien de la voirie
- Parcs de stationnement
- NTIC (Internet, câble...)

## Autres adhésions
- Syndicat mixte chargé de l'élaboration, du suivi et de la révision du schéma de cohérence territoriale.

## Sources
- Le site officiel de la Communauté de Communes du Bassin de la Bourbeuse
- Le SPLAF (Site sur la Population et les Limites Administratives de la France)
- La base ASPIC